# Sicurezza idrica
La sicurezza idrica consiste in uno dei più importanti obiettivi prefissati nell'ambito della gestione delle risorse idriche e delle linee guida legate ad esse; con l'espressione "sicurezza idrica" si indica, quindi, un concetto definibile come "la concreta e sicura disponibilità di una quantità idonea di acqua, anche potabile, e il controllo del mantenimento di uno standard costante di qualità dell'acqua per la salute, i mezzi di sussistenza e quelli di produzione, associati ad un livello accettabile del rischio legato all'approvvigionamento". Dal momento che lo sviluppo sostenibile, con tutte le sue conseguenze, non può essere promosso e raggiunto senza la sicurezza dell'acqua nel mondo e la sua efficace distribuzione, è sempre più chiaro il ruolo cruciale svolto dalla sicurezza idrica.
Se si è determinati a perseguire la sicurezza idrica in un dato territorio, è necessario integrare la tutela del valore intrinseco dell'acqua con la preoccupazione per il suo utilizzo, al fine di garantire la sopravvivenza umana e il benessere delle popolazioni. Un altro punto su cui si deve sicuramente insistere per raggiungere tale scopo è sfruttare al massimo la capacità produttiva ed energetica dell'acqua riducendo contemporaneamente al minimo la sua forza distruttiva. Sicurezza idrica significa, in aggiunta, affrontare la tutela dell'ambiente e gli effetti negativi della cattiva gestione delle risorse. È inoltre d'interesse generale suddividere gli sforzi per la corretta gestione dell'acqua e integrare la supervisione delle risorse idriche in tutti i settori - economico, amministrativo, agricolo, energetico, turistico, industriale, scolastico e sanitario. Un mondo in cui si raggiunge la sicurezza legata all'acqua riduce la povertà, migliora l'istruzione e permette lo sviluppo di alti standard di vita; è un mondo in cui vi è una migliore qualità di vita per tutti, soprattutto per le categorie più vulnerabili quali donne e bambini, che beneficiano maggiormente di una buona governance dell'acqua.

## Retroscena
Secondo il rapporto stilato dal Pacific Institute, "mentre gli impatti regionali variano, il cambiamento climatico globale potenzialmente alterare la produttività agricola, la disponibilità di acqua dolce e di qualità, l'accesso ai minerali vitali, inondazioni costiere e insulari, e altro ancora. Tra le conseguenze di tali impatti saranno sfide alla politica relazioni, riallineamento dei mercati dell'energia e delle economie regionali, e le minacce alla sicurezza ".
Si ripercuote regioni, stati e paesi. Esistono tensioni tra gli utenti a monte ea valle di acqua all'interno delle singole giurisdizioni.
Nel corso della storia si è molto conflitto per l'utilizzo di acqua da fiumi come il Tigri e l'Eufrate. Un altro esempio altamente politicizzata è il controllo di Israele delle risorse idriche nella regione di Levante dalla sua creazione, dove Israele garantirne l'acqua risorse era uno dei diversi driver per il 1967 Guerra dei Sei Giorni.
Sicurezza acqua è a volte ricercata mediante l'attuazione di dissalazione di acqua, condutture tra le fonti e gli utenti, le licenze d'acqua con diversi livelli di sicurezza e di guerra.
Ripartizione dell'acqua tra gli utenti concorrenti è sempre più determinata dalla applicazione dei prezzi di mercato sia per le licenze d'acqua o acqua reale.

## Acqua dolce
Acqua, in termini assoluti, non scarseggia largo pianeta. Ma, secondo l'organizzazione acqua Nazioni Unite, UN-Water, la fornitura di acqua dolce totale utilizzabile per gli ecosistemi e gli esseri umani è solo circa 200.000 km³ di acqua - meno dell'uno per cento (<1%) di tutte le risorse di acqua dolce. E, l'uso dell'acqua è cresciuta a più del doppio del tasso di crescita della popolazione nel secolo scorso. In particolare, i prelievi d'acqua si prevede un aumento del 50 per cento entro il 2025 nei paesi in via di sviluppo, e il 18 per cento nei paesi sviluppati. Entro il 2025, 800 milioni di persone vivranno in paesi o regioni con scarsità d'acqua assoluta, e due terzi della popolazione mondiale potrebbero essere in condizioni di stress.

## Ricerca
Secondo Nature (2010), circa l'80% della popolazione mondiale (5,6 miliardi nel 2011) vive in aree con minacce alla sicurezza dell'acqua. La sicurezza idrica è una minaccia comune per la salute umana e la natura ed è una pandemia. Strategie di gestione delle acque umani può essere dannoso per la fauna selvatica, come ad esempio la migrazione di pesci. Le regioni con agricoltura e dense popolazioni intensive, come gli Stati Uniti e l'Europa, hanno un alto rischio di sicurezza dell'acqua. I ricercatori stimano che durante 2010-2015, ca 800 miliardi di dollari saranno necessari per coprire l'investimento annuo globale in infrastrutture idriche. Una buona gestione delle risorse idriche in grado di gestire congiuntamente la tutela della biodiversità e la sicurezza idrica umana. Preservare pianure alluvionali, piuttosto che costruire bacini di controllo delle piene fornirebbe un modo economicamente efficace per controllare le inondazioni, proteggendo la biodiversità di fauna selvatica che occupa tali aree.
Lawrence Smith, il presidente dell'istituto di popolazione, afferma che, anche se la stragrande maggioranza del pianeta è composto di acqua, il 97% di questa acqua è costituito di acqua salata; l'acqua dolce utilizzata per sostenere l'uomo è solo il 3% della quantità totale di acqua sulla Earth.Therefore, Smith ritiene che la competizione per l'acqua in un mondo sovrappopolato costituirebbe una grave minaccia per la stabilità umana, anche arrivando a postulato apocalittico guerre mondiali combattute per il controllo di diradamento lastre di ghiaccio e reservoirs.Nevertheless quasi essiccata, 2 miliardi di persone hanno presumibilmente avuto accesso a una fonte di acqua sicura a partire dal 1990 che possono avere in precedenza mancava esso. La percentuale di persone nei paesi in via di sviluppo con l'accesso all'acqua potabile è calcolato di aver migliorato dal 30 per cento nel 1970 al 71 per cento nel 1990, 79 per cento nel 2000 e 84 per cento nel 2004, in parallelo con l'aumento della popolazione. Questa tendenza dovrebbe continuare.
La Terra ha un limitato ma rinnovabile approvvigionamento di acqua fresca, conservata in falde acquifere, acque superficiali e l'atmosfera. Gli oceani sono una buona fonte di acqua utilizzabile, ma la quantità di energia necessaria per convertire l'acqua salina per acqua potabile è proibitivo con approcci convenzionali, spiega perché solo una piccola frazione del rifornimento idrico del mondo deriva da desalination.However, tecnologie moderne, come ad esempio l'effetto serra di mare, di utilizzare l'energia solare per desalinizzare l'acqua di mare per l'agricoltura e bere utilizza in modo estremamente conveniente.

## Nazioni più colpite
Sulla base della mappa pubblicata dal Gruppo Consultivo sulla Ricerca Agricola Internazionale (CGIAR), i paesi e le regioni che soffrono più stress idrico sono il Nord Africa, il Medio Oriente, India, Asia Centrale, Cina, Cile, Sud Africa e Australia. La scarsità d'acqua è in aumento anche in Asia meridionale.

## Competizione internazionale
Più di 50 paesi dei cinque continenti sono detto di essere a rischio di conflitti per l'acqua.
Progetto Anatolia Sud-Orientale della Turchia (Güneydoğu Anadolu Projesi, o GAP) sull'Eufrate ha conseguenze potenzialmente gravi per l'approvvigionamento idrico in Siria e in Iraq.

## Australia
In Australia c'è competizione per le risorse del sistema Darling tra Queensland, New South Wales e in South Australia.
In Victoria, Australia un gasdotto dalla Valle Goulburn a Melbourne ha portato a proteste da parte degli agricoltori.
Nelle paludi di Macquarie NSW pascolo e irrigazione interessi competere per l'acqua che scorre a paludi
Lo Schema Snowy Mountains deviato le acque del fiume Snowy al fiume Murray e il fiume Murrumbidgee a beneficio di irrigatori e produzione di energia elettrica attraverso energia idroelettrica. Negli ultimi anni il governo ha adottato misure per aumentare i flussi ambientali alla Snowy nonostante una grave siccità nella Murray Darling. Il governo australiano ha implementato riacquisto di allocazioni di acqua, o proprietà con assegnazioni di acqua, ad adoperarsi per aumentare i flussi ambientali.

## Pace blu
La pace Blu è un metodo che cerca di trasformare le questioni idriche transfrontaliere in strumenti per la cooperazione. Questo approccio unico per trasformare le tensioni intorno all'acqua in opportunità di sviluppo socio-economico è stato sviluppato da Strategic Foresight Group, in collaborazione con i governi di Svizzera e Svezia. " 'The Blue pace' è un approccio innovativo per coinvolgere i leader politici, i diplomatici e le popolazioni a sfruttare e gestione di soluzioni di collaborazione per la gestione sostenibile dell'acqua." - Il ministro degli Esteri svizzero Didier Burkhalter, parlando all'Assemblea Generale delle Nazioni Unite.

## Dissalamento convenzionale o a energia atomica
Come nuove innovazioni tecnologiche continuano a ridurre il costo del capitale di desalinizzazione, più paesi stanno costruendo impianti di desalinizzazione come un piccolo elemento per affrontare le loro crisi idriche.
Israele dissala acqua a un costo di 53 centesimi per metro cubo
Singapore dissala acqua a 49 centesimi al metro cubo e tratta anche di depurazione a osmosi inversa per uso industriale e potabile (NEWater).
Cina e India, due paesi più popolosi del mondo, si rivolgono a desalinizzazione per fornire una piccola parte del loro fabbisogno idrico
Nel 2007 il Pakistan ha annunciato l'intenzione di utilizzare la desalinizzazione
Tutte le città australiane (tranne Darwin, Northern Territory e Hobart) sono sia nel processo di costruzione di impianti di desalinizzazione, o sono già li utilizzano. Alla fine del 2011, Melbourne inizierà a utilizzare il più grande impianto di dissalazione in Australia, l'impianto di dissalazione Wonthaggi per aumentare i livelli di giacimento bassi.
Nel 2007 Bermuda ha firmato un contratto per l'acquisto di un impianto di desalinizzazione
Il più grande impianto di dissalazione negli Stati Uniti è quella di Tampa Bay, in Florida, che ha iniziato desalinizing 25 milioni di galloni (95.000 m³) di acqua al giorno nel mese di dicembre del 2007. Negli Stati Uniti, il costo di desalinizzazione è $ 3,06 per 1.000 litri, o 81 centesimi per metro cubo. Negli Stati Uniti, California, Arizona, Texas e Florida utilizzare dissalazione per una piccola parte del loro approvvigionamento di acqua.
Dopo essere desalinizzata a Jubail, Arabia Saudita, l'acqua viene pompata 200 miglia (320 km) interne anche se un oleodotto alla capitale Riyadh.
A 17 gennaio 2008, articolo del Wall Street Journal afferma, "In tutto il mondo, 13.080 impianti di desalinizzazione producono più di 12 miliardi di litri di acqua al giorno, secondo la desalinizzazione Association International."
Più grande impianto di desalinizzazione del mondo è il Jebel Ali impianto di desalinizzazione (Fase 2) negli Emirati Arabi Uniti. Si tratta di una struttura a doppio scopo che utilizza Flash distillazione a più stadi ed è in grado di produrre 300 milioni di metri cubi di acqua all'anno.
Una portaerei tipico l'esercito statunitense utilizza l'energia nucleare per desalinize 400.000 galloni (1.500.000 L) di acqua al giorno.
Mentre galloni desalinizing 1.000 US (3.800 L) di acqua può costare fino a $ 3, la stessa quantità di acqua in bottiglia costa 7945 dollari.
Tuttavia, data la natura intensa energia di desalinizzazione, con costi economici e ambientali associati, desalinizzazione è generalmente considerata l'ultima risorsa dopo la conservazione dell'acqua. Ma questo sta cambiando come i prezzi continuano a scendere.
Secondo MSNBC, un rapporto di Lux Research ha stimato che l'offerta mondiale di acqua dissalata triplicherà tra il 2008 e il 2020.
Tuttavia, non tutti sono convinti che la desalinizzazione è o sarà economicamente sostenibile o ambientalmente sostenibile per il prossimo futuro. Debbie Cook, l'ex sindaco di Huntington Beach, California, è stato un critico frequente di proposte di dissalazione da quando è stato nominato membro della California desalinizzazione Task Force. Cook sostiene che oltre ad essere di energia ad alta intensità, regimi di dissalazione sono molto costose, spesso molto più costoso di dissalazione sostenitori sostengono. Nel suo scritto sull'argomento, Cook punta a una lunga lista di progetti che sono in fase di stallo o sono stati abortiti per ragioni finanziarie o di altro, e suggerisce che le regioni povere d'acqua farebbero meglio a concentrarsi su soluzioni di conservazione o altro approvvigionamento idrico che per investire in impianti di desalinizzazione.